# Khvosh Āb-e Shīrīn
Khvosh Āb-e Shīrīn (persiska: خُوش آبِ شيرين, شيرين, خوُشاب, خوُشابِ شيرين, خوش آب شيرين, Khowsh Āb-e Shīrīn) är en ort i Iran.   Den ligger i provinsen Kohgiluyeh och Buyer Ahmad, i den centrala delen av landet, 600 km söder om huvudstaden Teheran. Khvosh Āb-e Shīrīn ligger 652 meter över havet och antalet invånare är 105.
Terrängen runt Khvosh Āb-e Shīrīn är huvudsakligen kuperad, men åt nordost är den bergig.Runt Khvosh Āb-e Shīrīn är det ganska tätbefolkat, med 60 invånare per kvadratkilometer. Närmaste större samhälle är Kafsh Kanān, 1,2 km öster om Khvosh Āb-e Shīrīn. Omgivningarna runt Khvosh Āb-e Shīrīn är i huvudsak ett öppet busklandskap.